# Oncholaimus steinboecki
Oncholaimus steinboecki är en rundmaskart som beskrevs av E. Ditlevsen 1928. Oncholaimus steinboecki ingår i släktet Oncholaimus och familjen Oncholaimidae. Inga underarter finns listade i Catalogue of Life.